# Hallo wereld (Kinderen voor Kinderen)
"Hallo wereld" is een single van Kinderen voor Kinderen uit 2012. Het nummer is geschreven als themalied voor de Kinderboekenweek en staat op het album Hallo wereld - 33, het 33e album van Kinderen voor Kinderen. De opbrengst van de single is voor de actie "My Book Buddy" een project waarbij in ontwikkelingslanden bibliotheken in scholen worden op gezet. Het lied is ingezongen door Bloem de Jongh, Mea Abania, Noa Krouwel, Noah Oost, Tamar Kloos, Yaël van der Stede en Dennis Haselhorst . De clip van dit liedje werd opgenomen op de Floriade van 2012 in Venlo.

## Hitnoteringen

### Nederlandse Top 40
| Hitnotering: 27-10-2012 t/m 01-12-2012 | Hitnotering: 27-10-2012 t/m 01-12-2012 | Hitnotering: 27-10-2012 t/m 01-12-2012 | Hitnotering: 27-10-2012 t/m 01-12-2012 | Hitnotering: 27-10-2012 t/m 01-12-2012 | Hitnotering: 27-10-2012 t/m 01-12-2012 | Hitnotering: 27-10-2012 t/m 01-12-2012 | Hitnotering: 27-10-2012 t/m 01-12-2012 |
| Week:                                  | 1                                      | 2                                      | 3                                      | 4                                      | 5                                      | 6                                      |                                        |
| -------------------------------------- | -------------------------------------- | -------------------------------------- | -------------------------------------- | -------------------------------------- | -------------------------------------- | -------------------------------------- | -------------------------------------- |
| Positie:                               | 26                                     | 23                                     | 22                                     | 26                                     | 31                                     | 39                                     | uit                                    |

### NederlandseSingle Top 100
| Positie: | 72 | 22 | 9 | 8 | 15 | 18 | 18 | 13 | 20 | 34 | 35 | 66 | 72 | 51 | 52 | 80 | uit |